# Tillandsia 'Nezley'
Tillandsia 'Nezley' es un cultivar híbrido del género Tillandsia perteneciente a la familia Bromeliaceae.
Es un híbrido creado en el año 1991 con las especies Tillandsia usneoides × Tillandsia  mallemontii.